# Гиссарлык (крепость)
«Крепость Гиссарлык» была построена в конце IV века — начале V века и связано с усиленной строительной работой центральной римской власти, продиктованной частыми нашествиями варваров (значительны нашествия гуннов с первых десятилетий до середины V в.). Укрепление возникло на стратегической высоте, на месте акрополя древнего города Пауталия, где стояла воинская часть, заботившаяся о безопасности горожан. В соответствии с общей стратегией Рима по организации обороны «крепость Гиссарлык» является важным пунктом в системе укреплений долины Кюстендила, охраняя горные перевалы и два ущелья реки Стримон. Из местной крепости есть прямая видимость с другими крепостями, что позволяет обмениваться информацией с сигнальными огнями.

## Реконструкции
Крепость подверглась перестройке при императоре Юстиниане I (527-565), правление которого ознаменовалось усиленным крепостным строительством ввиду непрекращающихся и уже массированных нашествий варваров. Античный писатель Прокопий Кесарийский (ок. 500 - ок. 565) сообщал о ремонте и восстановлении ряда обветшавших и поврежденных крепостей, в том числе Пауталии.
Преемственность рельефа и обнаруженные археологические материалы, относящиеся к первой половине IX — началу X века, свидетельствуют о функционировании крепости в средние века. В этот период объект претерпел очередную реконструкцию. Крепость использовалась и во времена Второго Болгарского царства (XII — XIV века), а во второй половине XIV века стала резиденцией правителя Вельбаждского деспота Константина Драгаша. Современная реставрация соответствует его облику того времени. Крепость была разрушена османскими завоевателями (Турахан-бей)  после окончательного завоевания Княжества Константина в начале XV века, после чего больше не восстанавливалась и канула в лету.

## Архитектура
Строительство «крепость Гиссарлык» в поздней античности вполне соответствовало особенностям местного ландшафта. Высота до 680 м над уровнем моря высота холм, круто спускается на север и запад, на восток имеет пологий склон, и единственный доступ с юга. Крепость имеет форму неправильного многоугольника, вытянутого в юго-восточном — северо-западном направлении, со средними размерами 117/175 м и площадью укреплений 21,25 га. Крепостная стена повторяет конфигурацию местности и имеет общую длину 628 м, из которых 135 м не вскрыты. Четырнадцать башен (четыре круглых, три треугольных и семь прямоугольных) расположены на разных участках его трассы, двое ворот и пять горшечников. Главные и самые широкие ворота находятся на восточной стене, возле юго-восточной круглой башни. Первоначальным её устройством была двустворчатая дверь, позже переделанная в раздвижную, а позднее суженная и закрытая вовсе. Все пешеходные горшки находятся в непосредственной близости от охраняющих их башен. Они небольшие по ширине, с гранитным порогом и одностворчатой дверью с горизонтальной балкой для запирания изнутри. Для обеспечения большей безопасности и наблюдения расширена крепостная стена у всех башен и ворот. К широким платформам наверху стены вели одно- и двуплечие лестницы. Внутренняя часть расширения в южной стене оформлена арочными нишами.
Крепостная стена, в зависимости от местности, имеет разную ширину - от 1,60 до 3,00 м. Самая широкая - южная стена (сектор у двух треугольных башен), где находится наиболее доступное место крепости, а самая узкая - западная стена (1,60 м), продиктованная крутым рельефом, укреплена контрфорсами - прямоугольными расширениями снаружи. Предполагаемая высота стены 10 м, высота башен 12 м (три полностью восстановленные башни достроены на высоте 14 м). Техника строительства «opus mixtum» — смешанная кладка с ритмичным чередованием каменных и кирпичных поясов из 4 или 5 рядов кирпича. Припой представляет собой раствор с дробленым кирпичом. Водостойкий раствор — красный, с кирпичной крошкой — применялся для штукатурки водопроводных труб. Каменная кладка выполнена из некрупного битого местного камня. Уровень местности ограничен углублением - расширением от 8 до 20 см. Вокруг камней в гипсе образуется раствор. В первоначальной постройке крепости, кроме поясов, кирпич использовался также для отделки сторон входов, ворот, гончарных изделий, башен, сводов и ниш. В позднем ремонте - переделки применялись без порядка, между каменной кладкой.
Крепость оборудована водопроводом, идущим с юга, с горы Осогово. Он имеет прямоугольное световое отверстие, изогнутое вверху. Он был обнаружен в основании южной стены между треугольными башнями 8 и 9. Археологические раскопки зафиксировали различные периоды строительства крепости, связанные со временем использования, проявляющиеся в перестройках ворот, подъеме уровней, ремонте снаружи и внутри. В отличие от крепостной стены внутреннее убранство «крепость Гиссарлык» изучено слабо. Исключением являются несколько укуренных построек (обнаруженные в начале и второй половине XX в.) у куртины (жилые и хозяйственные помещения, бани, казармы), в том числе раннехристианская базилика, обнаруженная при реставрации (2014).

## Современная история
Во время Первой мировой войны в крепости была построена вилла главнокомандующего болгарской армией генерала Николы Жекова. Место историческое и принимало многих государственных деятелей и высокопоставленных военачальников во время Первой мировой войны. По последней воле генерала Николы Жекова похоронить на месте подаренной жителями Кюстендила виллы в «крепость Гиссарлык».
Из крепости открывается прямой вид на холм «Спасовица», где стояла палатка короля Стефана Дечанского во время битвы под Вельбуждом.

## Фотогалерея

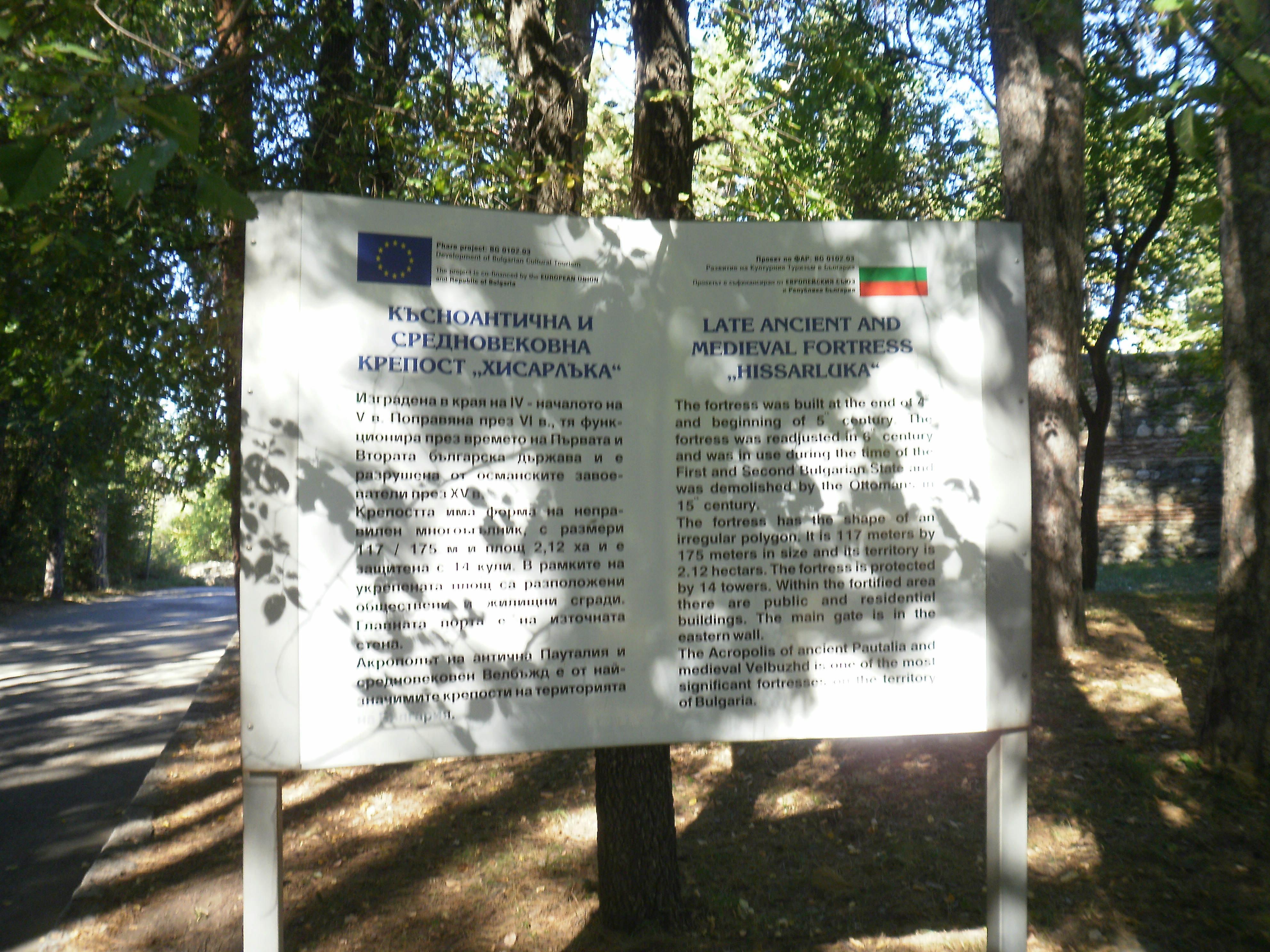
Информационное табло
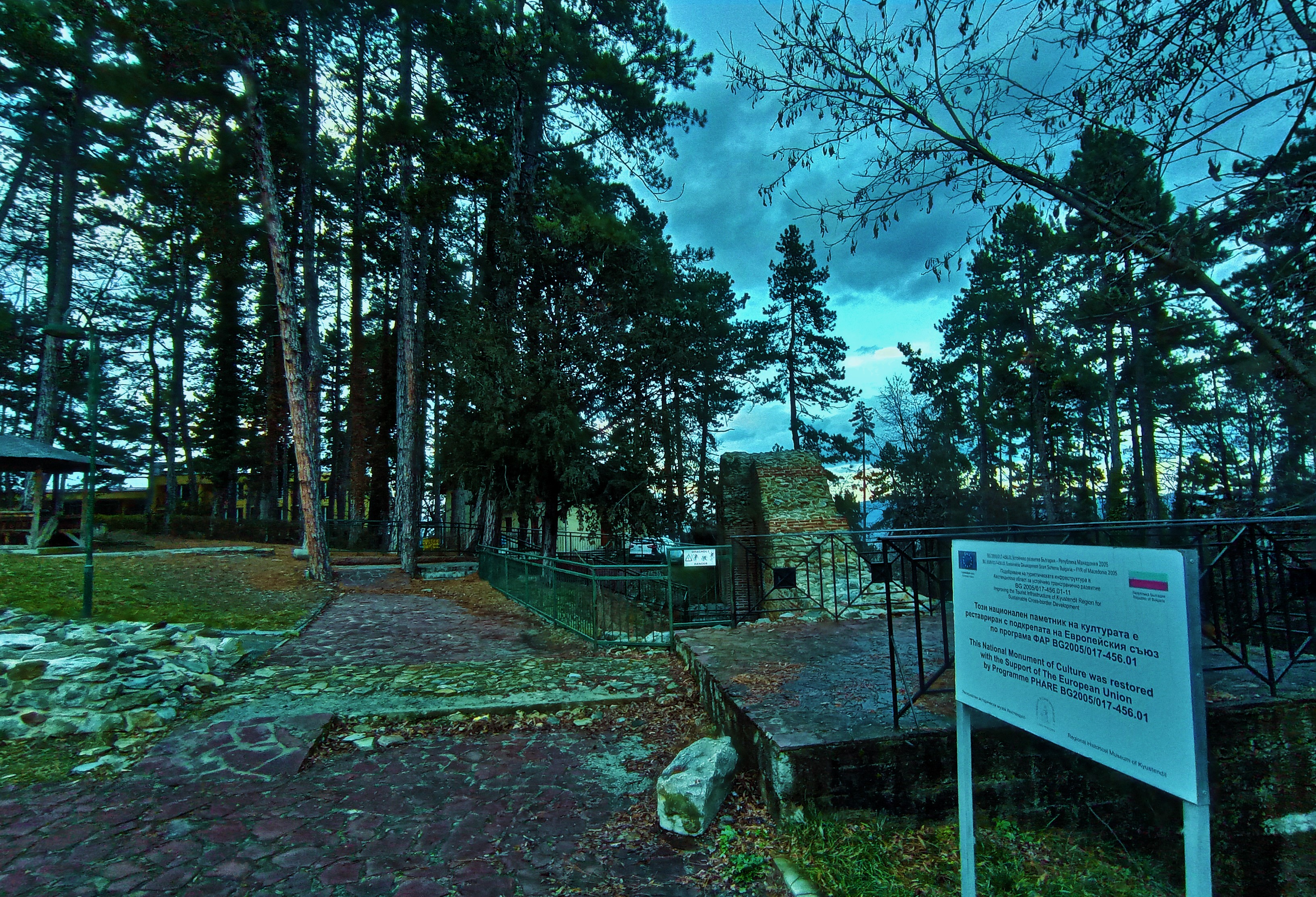
Руины на северо-востоке
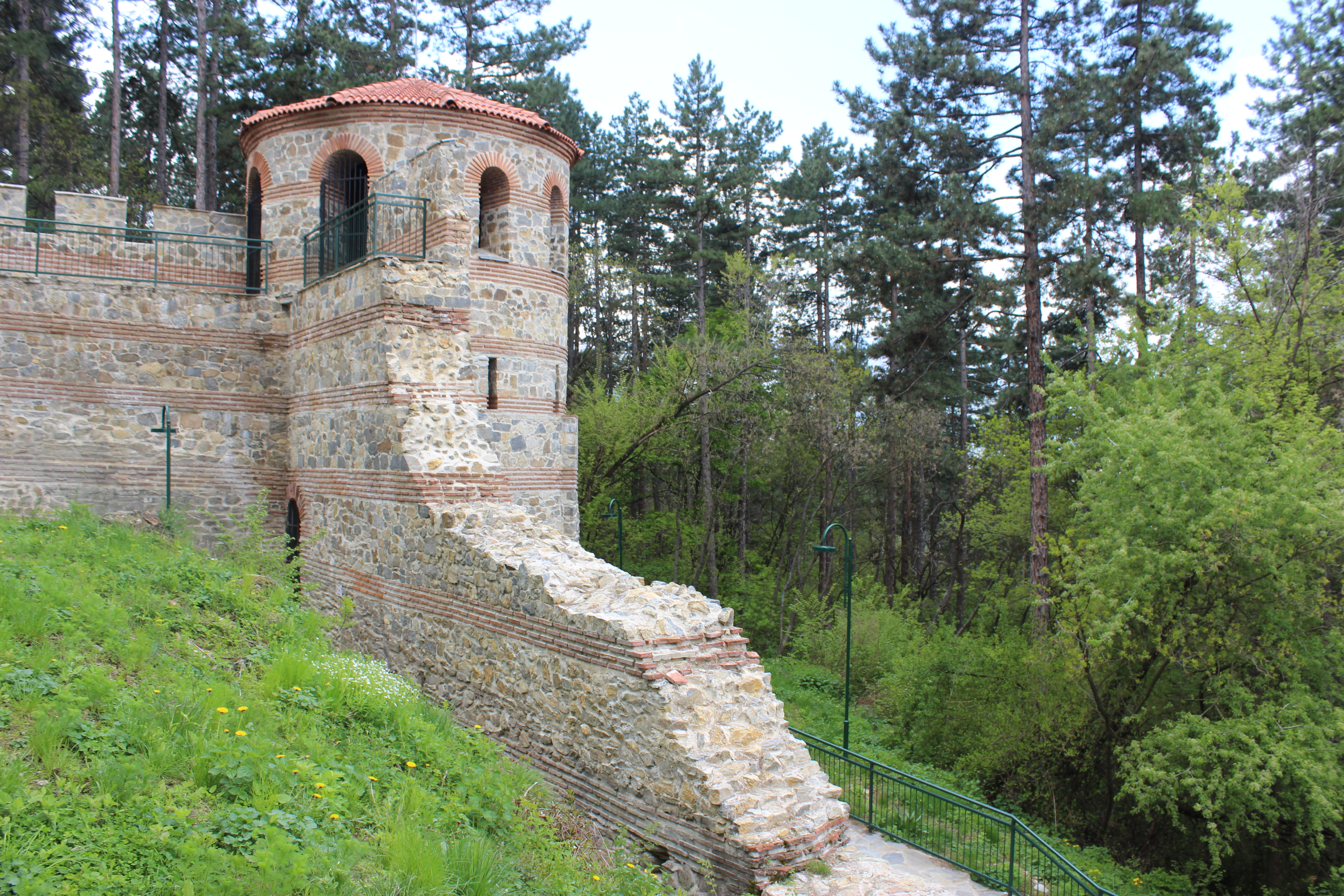
Реставрация юго-западной башни
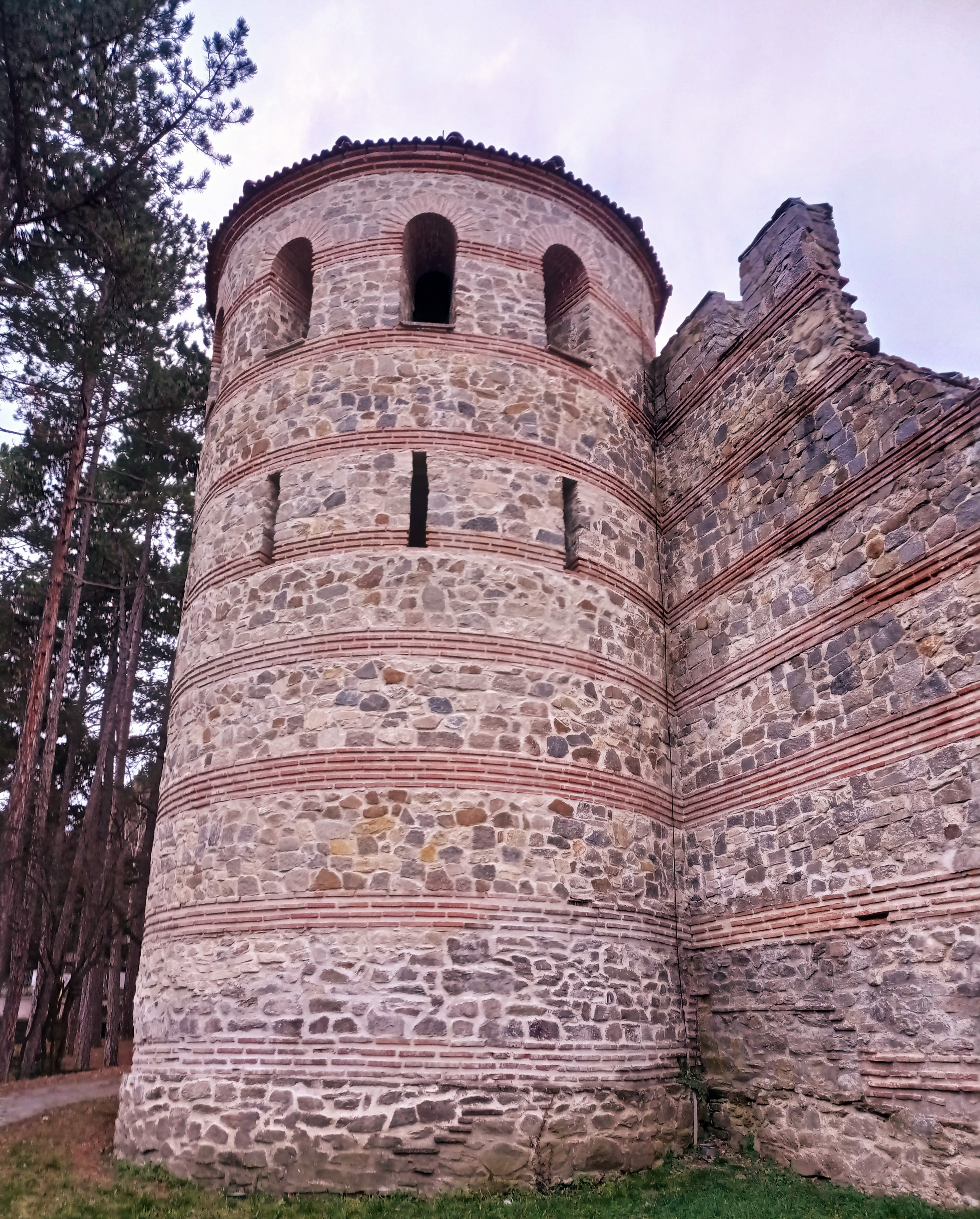
Реставрация юго-восточной башни
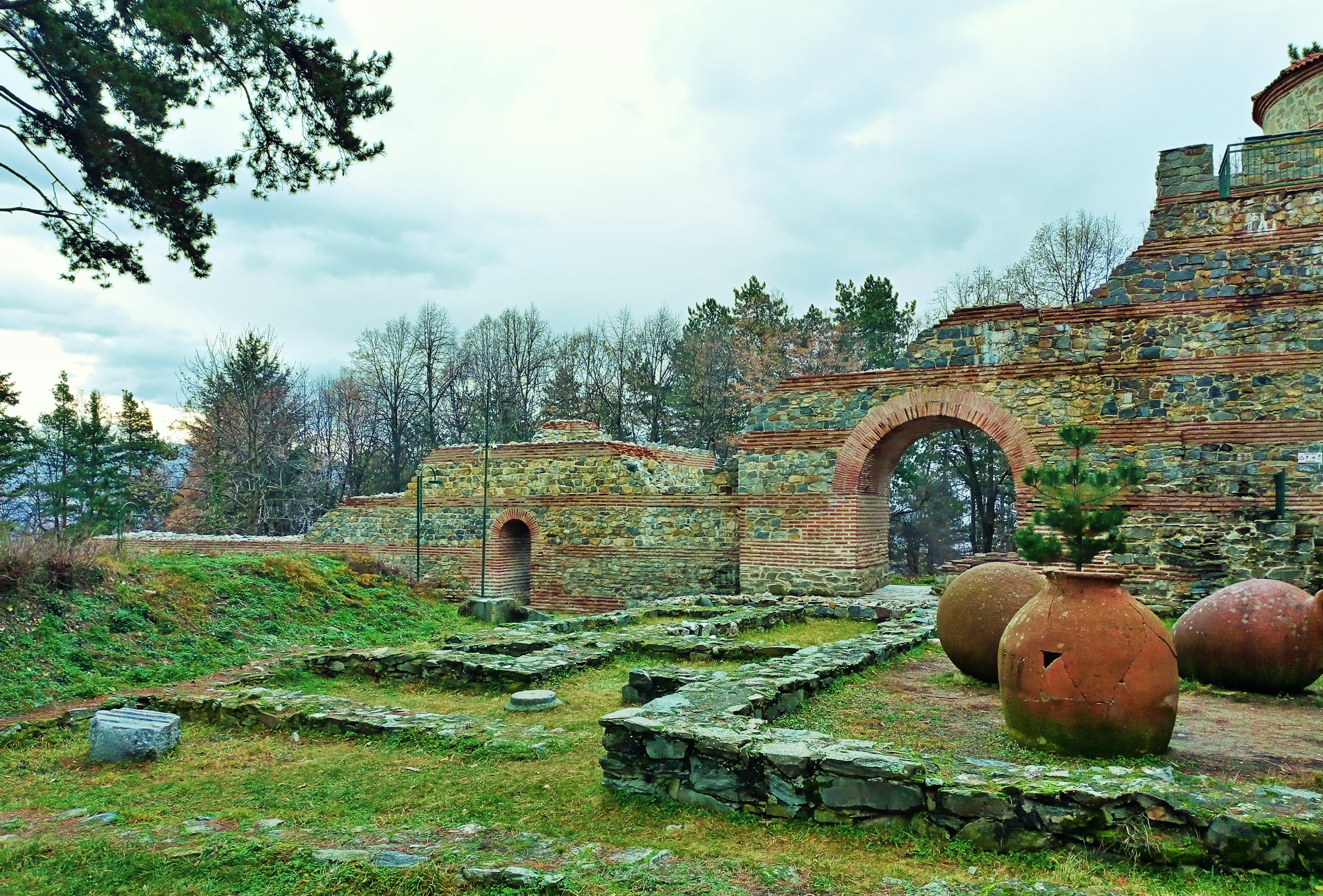
Интерьер крепости